# Hietasaari (ö i Norra Österbotten, Uleåborg)
Hietasaari med Pöllisaari är en ö i Finland. Den ligger i Bottenviken och i kommunen Uleåborg i den ekonomiska regionen  Uleåborgs ekonomiska region i landskapet Norra Österbotten, i den norra delen av landet. Ön ligger nära Uleåborg och omkring 540 kilometer norr om Helsingfors.
Öns area är 1,37 kvadratkilometer och dess största längd är 1,8 kilometer i sydväst-nordöstlig riktning.

## Sammansmälta delöar
- Hietasaari 65°01′10″N 25°25′02″Ö / 65.01941°N 25.41731°Ö
- Pöllisaari 65°01′20″N 25°26′31″Ö / 65.02209°N 25.44181°Ö